# Villa Goethestraße 6 (Dresden)

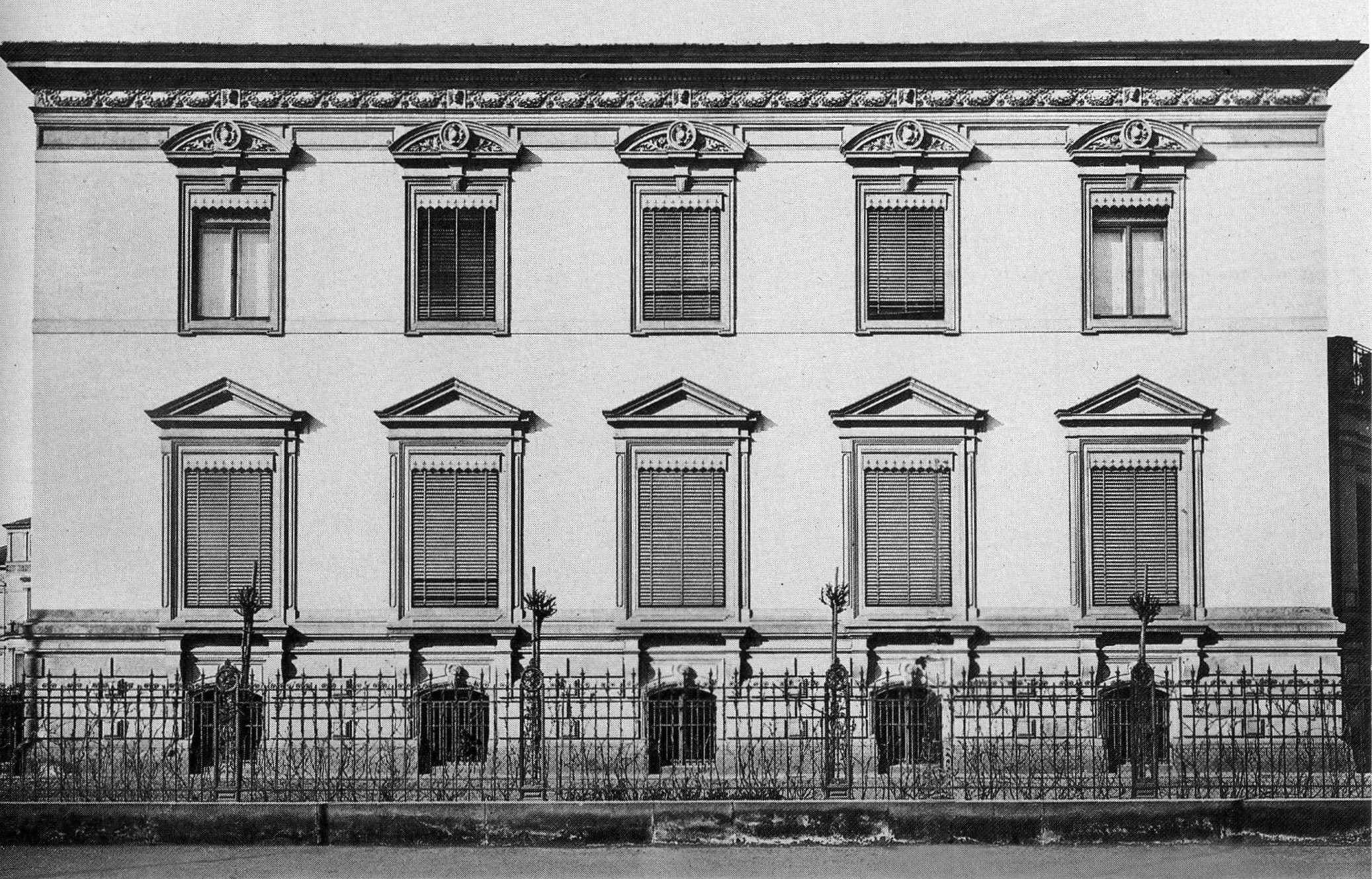
Hauptfassade der Villa Goethestraße 6 in der Dresdner Seevorstadt

Die Villa Goethestraße 6 (heute Gret-Palucca-Straße) in Dresden wurde 1869 bis 1870 von Karl Eberhard im Englischen Viertel in der Seevorstadt erbaut. Die 1945 infolge der Luftangriffe auf Dresden zerstörte Villa zeichnete sich durch eine „[v]ornehme, einfache Fassade nach dem Muster italienischer Frührenaissancepaläste“ aus und war nach dem Vorbild des an der Bürgerwiese 5–7 befindlichen Stadtpalais Oppenheim errichtet worden, wobei die Schlichtheit der Fassade als „Mittel zur Distanz“ eingesetzt worden war.

## Beschreibung
Die Schaufassade der Villa gegen die Goethestraße maß fünf Fensterachsen. An der linken, vierachsigen Seitenfassade waren drei Fensterachsen in der Form einer Rücklage zusammengefasst worden, wobei in deren Mitte ein Säulenportal angebracht worden war. Die rechte Seitenfassade hatte eine Frontlänge von drei Fensterachsen und war symmetrisch angelegt worden. An der Fassade angebrachte Erker trugen Altane. Eine großzügige Treppe führte hinab zum Garten.
Das zweigeschossige Gebäude erhob sich über einem Sockelgeschoss, das mit gequaderten Sandsteinen gearbeitet worden war. Darüber war das übrige Gebäude verputzt. Ein Sohlbankgesims befand sich am ersten Obergeschoss, während am Gebälk eine reiche, starkplastische Festondekoration zu finden war. Die rechteckigen Fenster zeigten im Erdgeschoss Sohlbänke, die auf Konsolen ruhten. Eine Flachgiebelverdachung mit leeren Tympana befand sich oberhalb der Fenster. Die rechteckigen Fenster im ersten Obergeschoss zeigten als Fensterverdachung Flachbogen mit reich geschmückten Tympana. So waren dort Kreismedaillons mit Rollwerk-Kartuschen, flankiert von Laubwerk zu sehen.